# سنباذج

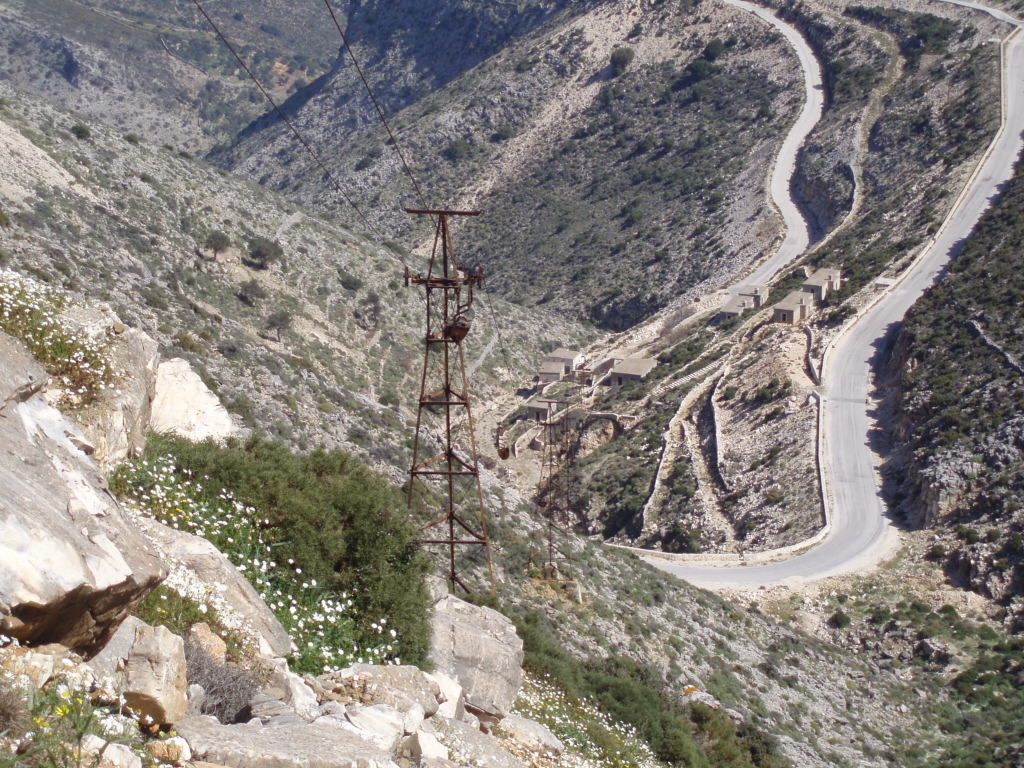
منجم السنباذج في جزيرة ناكسوس

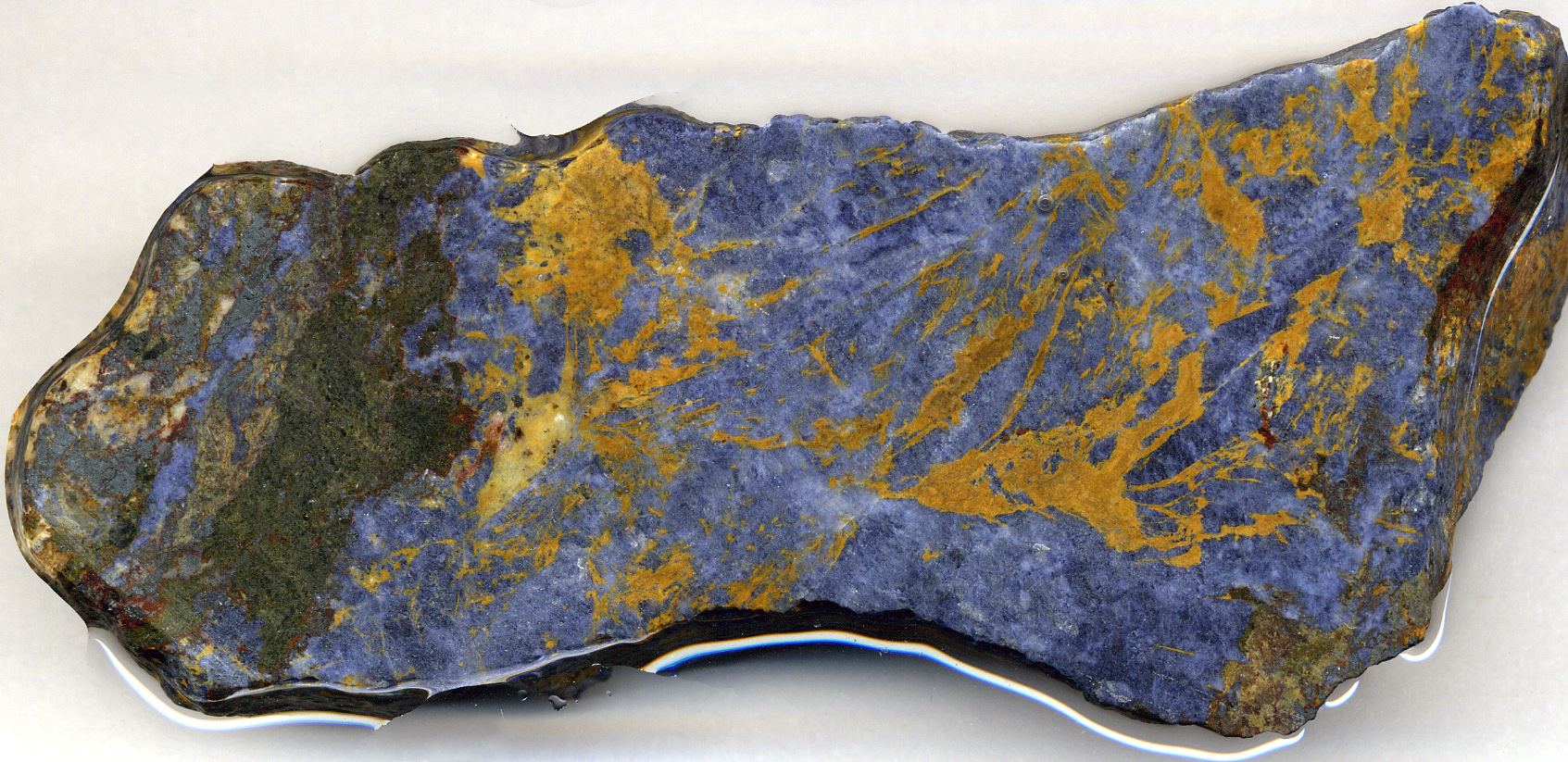
كورونديت مستخرجة من رواسب السنباذج في ناكسوس. حجر الكورندم لونه أزرق. بلاطة مبللة عرضها 10 سم.

السُّنْبَاذَج أو السُّنْبَادَج أو السَّنْفَرَة أو الصَّنْفَرَة أو السَّفَن هي صخرة حبيبية داكنة تستخدم لصنع مسحوق ساحج. ويتكون إلى حد كبير من كورندم (أكسيد الألومنيوم)، ممزوجًا بمعادن أخرى مثل اللعل الحامل للحديد، والهرسينيت [الإنجليزية]، والمغنيتيت، وكذلك الروتيل (تيتانيا). قد يحتوي السنباذج الصناعي على مجموعة متنوعة من المعادن الأخرى والمركبات الاصطناعية مثل المغنيسيا والموليت [الإنجليزية] والسيليكا.
وهو أسود أو رمادي داكن اللون، وأقل كثافة من أكسيد الألمنيوم البني الشفاف مع كثافة نسبية تراوح بين 3.5 و 3.8. لا يمكن تحديد صلادة موس الخاصة به بشكل محدد لأنه يمكن أن يكون خليطًا من المعادن: صلادة أكسيد الألمنيوم هي 9 وبعض معادن مجموعة اللعل تقترب من 8، لكن صلادة معادن أخرى مثل المغنيتيت تقترب من 6.
يُستخدم السنباذج المسحوق أو المتآكل طبيعيًّا (المعروف بالرمال السوداء) كمادة ساحجة - على سبيل المثال، في ألواح السنباذج وأوراق السنباذج. كما يُستخدم كمحسن للجر في مزائج الأسفلت والتارماك [الإنجليزية].
تركيا واليونان هما الموردان الرئيسيان للسنباذج في العالم. وقد أنتجت هاتان الدولتان نحو 17.500 طن من المعدن في عام 1987.

## التأثيل
تسمية سنباذج معربة من الفارسية "سنباده".